# Sydney Olympic Football Club
El Sydney Olympic Football Club es un club de fútbol en Australia (no confundirse con fútbol australiano), de la ciudad de Sídney. Fue fundado en 1958 y juega en la NSWPL.